# Komintern Sect
Komintern Sect est un groupe de punk rock et oi! français, originaire d'Orléans. Il est actif initialement entre les années 1980 et 1986. Leur style musical sonne très punk rock primitif avec des riffs dépouillés. Les textes de leurs chansons provocatrices ont parfois été interprétés comme favorables à l'extrême droite, et ont parfois attiré un public de boneheads, mais le groupe se définit comme apolitique. Leur reformation entre 2014 et 2024 leur donne une nouvelle notoriété à l'échelle internationale. 

## Historique

### Première période (1980 à 1986)
Komintern Sect est formé en 1980 à Orléans. En 1981, le groupe, à cette période encore constitué de lycéens, recrute Thomoi à la batterie. Komintern Sect, lassé de ne trouver aucun label, finit par créer le sien, Chaos Production, avec les membres d’une autre formation orléanaise, Reich Orgasm. Le label sort une première compilation, intitulée Apocalypse Chaos, en 1982. Un premier album studio de Komintern Sect, intitulé Les Seigneurs de la guerre, sort sur le label en 1983. Il est suivi par deux autres albums, dont Les Uns sans les autres en 1986, auquel se joint un deuxième guitariste, Olivier Votelet (Vovott), arrivé l'année précédente.
Komintern Sect s'est produit avec les premiers groupes de RAC français : Evil Skins en 1985, puis Snix, Brutal Combat et Skinkorps en 1986.
Le groupe se sépare en 1986. la dérive d'extrême droite du mouvement oï est une des explications de cette séparation,,,.

### Période de pause (1986 à 2014)
Thomas devient batteur de Burning Heads. Olivier Votelet aka Vovott rejoint Al Kapott entre 1986 et 1987. Il forme Hoax en 1987. Il rejoint Métal Urbain en 2003. Le 25 novembre 2012, Jano décède d'une rupture d'anévrisme à l'âge de 49 ans,.

### Deuxième période (2014 à 2024)
Après presque vingt ans d'inactivité, le groupe se reforme en 2014 avec Carl au chant, Vovott à la guitare, et Thomoi à la batterie, accompagnés par Louis (Lion's Law) à la guitare et Mama (8°6 Crew) à la basse. En 2016, ils publient leur nouvel album studio, D'une même voix, sur le label Contra Records en Europe ainsi que Baldy Sound Records en Amérique. Ils tournent alors à l'international, notamment aux États-Unis, Canada, Colombie et Chili.
Le 29 novembre 2024, le groupe donne son dernier concert, à guichets fermés, intitulé Le Dernier Combat, à la Marbrerie à Montreuil.  Le 10 mai 2025, Carl Jahier, le chanteur, décède à Orléans, des suites d’une  maladie dégénérative

## Style musical et idéologie
Le groupe joue des textes festifs comme Unis par le vin, Toujours le premier ou Plus fort que tout, d'autres plus humoristiques comme Maurice ou 23 minutes en enfer et enfin, certains textes sont plus politiques, comme Barcelone 1936 ou Guérilla Urbaine. Si les paroles de France, ou de Barcelone 1936 — qui évoque la guerre d'Espagne du point de vue franquiste — portent clairement un discours d'extrême droite, d'autres comme Carte du parti sont autant antifascistes (« défilant le bras tendu ») qu'anticommunistes (« se saluant le poing levé »). Le groupe invoque la provocation, ce qui est assez courant au début des années 1980, dans la droite ligne des Sex Pistols, comme avec la chanson Sonia, qui raconte un viol collectif du point de vue du violeur qui se sent « comme obligé »'.
Enfin, en dépit du patriotisme dont Komintern Sect se réclame, le milieu punk dans lequel évolue le groupe est généralement antagoniste de l'extrême droite. Quand la « guerre » entre les boneheads et les Redskins a éclaté, Komintern Sect s'est dit « non concerné ». Plus de vingt ans après, les deux camps continuent à se disputer l'appartenance idéologique du groupe.

## Membres

### Membres actuels
- Carl — chant (1980-1986, de 2014 à 2024)
- Thomoi (Apologize et Burning Heads) — batterie (1980-1986, depuis 2014)
- Vovott - guitare (1985, depuis 2014)
- Mama (8°6 Crew) — basse (depuis 2014)
- Jean - guitare (depuis 2020)

### Anciens membres
- Jano (Kobolds) — basse (1980-1986, décédé en 2012)
- Punky (Kobolds, Métamorphose, Fest Nöz et Ailleurs Est Song) — guitare
- Louis (Lion's Law) — guitare (2014-2019)

## Discographie